# Scopula frigidaria
Scopula frigidaria là một loài bướm đêm trong họ Geometridae.